# Брынская волость
Брынская волость — административно-территориальная единица в составе Жиздринского уезда Калужской (с 1920 — Брянской) губернии. Административный центр — село Брынь.

## История
Брынская волость образована в ходе реформы 1861 года. Первоначально в состав волости входило 10 селений: село Брынь, сельцо Петровское, деревни Гульцово, Плоская, Поляки, Рукав, Семичастное, Сорочка, Хотисино и Шваново.
Семичастное, Хотисино, Плоцкое, Рукав и на 1/3 Брынь населяли старообрядцы.
На 1880 год в составе волости числилось 10 875 десятин (118,8 км²) земли, в том числе пахотной — 4177 десятин (45,6 км²).
Население волости составляло в 1880 году — 3840, в 1896 — 4194, в 1913 — 4584, в 1920 — 5955 человек.
Крупнейшими землевладельцами были Толстые — Варвара Андреевна (в 1870-е годы ей принадлежало 4370 десятин земли, в том числе 3300 — леса), а затем её дети: сын Александр Владимирович и дочери Наталья, Екатерина и Софья: в 1900 году в их общей собственности было 3312 десятин (в основном — лесные угодья).
Единственная на момент образования церковь в волости, Преображения Господня, находилась в Брыни. Там же находился старообрядческий молитвенный дом, построенный в 1866 году, и открылись первые земская (в 1868) и церковно-приходская (1891) школы. Позднее школы также появились в Поляках (церковно-приходская, 1898) и Семичастном (земская).
После революции в волости были образованы Брынский и Семичастненский сельсоветы.
В 1924 Брынскую волость укрупнили: в неё включили восточную часть упраздненной Которской волости (Гульцовский и Октябрьский сельсоветы), и западную — Вертненской (Бобровский с/с).
С 1 января 1926 года Брынскую волость объединили с Будской, а волостной центр был перенесен в село (позже — рабочий поселок) Думиничский завод, так образовалась Думиничская волость (с 1929 — Думиничский район).